# 究極のペット・ショップ・ボーイズ
究極のペット・ショップ・ボーイズ(Ultimate)はペット・ショップ・ボーイズのコンピレーションアルバム。

## 概要
アルバム「ウエスト・エンド・ガールズ」から「イエス」までのシングル18曲と新曲「トゥギャザー」を収録したベストアルバム。
DVD付きのスペシャルエディション（輸入盤のみ）も存在しており、CDに収録されている曲を音楽番組等で披露した際の映像が収められている。（ただし「ホエア・ザ・ストリーツ・ハヴ・ノー・ネーム／君の瞳に恋してる」、「ゴー・ウエスト」、「ビフォー」、「ラヴ・エトセトラ」、「トゥギャザー」のみ収録されておらず、その代わりCDには収録されていない曲が多数収録されている。）

## 収録曲
1. ウエスト・エンド・ガールズ - West End Girls
2. サバービア - Suburbia
3. 哀しみの天使 - It's a Sin
4. とどかぬ想い - What Have I Done to Deserve This?
5. オールウェイズ・オン・マイ・マインド - Always on My Mind
6. ハート - Heart
7. ドミノ・ダンシング - Domino Dancing
8. レフト・トゥ・マイ・オウン・ディヴァイセズ - Left to My Own Devices
9. ビーイング・ボアリング - Being Boring
10. ホエア・ザ・ストリーツ・ハヴ・ノー・ネーム／君の瞳に恋してる - Where the Streets Have No Name (I Can't Take My Eyes off You)
11. ゴー・ウエスト - Go West
12. ビフォー - Before
13. セ・ア・ヴィダ・エ〜幸せの合言葉 - Se a vida é (That's the Way Life Is)
14. ニューヨーク・シティ・ボーイ - New York City Boy
15. ホーム・アンド・ドライ - Home and Dry
16. ミラクルズ - Miracles
17. アイム・ウィズ・ステューピッド - I'm with Stupid
18. ラヴ・エトセトラ - Love etc.
19. トゥギャザー - Together